# Тврдич, Ратомир
Ратомир Тврдич (14 сентября 1943 — 20 августа 2024) — профессиональный хорватский баскетболист.

## Профессиональная карьера
Тврдич играл в хорватском баскетбольном клубе «Сплит» из одноимённого города. В этой команде он выиграл два чемпионата Югославии по баскетболу (1971, 1977), три кубка Югославии (1972, 1974, 1977) и два кубка Корача (1976, 1977). Он также стал финалистом в баскетбольном Кубке чемпионов в сезоне 1971-72.
В сезоне 1976—1977 он стал обладателем малой тройной короны.

## Карьера за национальную сборную
Тврдич играл и был капитаном в составе сборной Югославии на летних Олимпийских играх 1972 года. Его команда завоевала несколько золотых и серебряных медалей в таких соревнованиях, как чемпионат мира по баскетболу и чемпионат Европы по баскетболу.
Он завоевал серебряные медали на чемпионате мира по баскетболу 1967 года и чемпионате мира по баскетболу 1974 года, а также золотую медаль на чемпионате мира по баскетболу 1970 года. Он также выиграл серебряную медаль на Евробаскете 1969 года и золотые медали на Евробаскете 1973 года и Евробаскете 1975 года. Он также выиграл золотую медаль на Средиземноморских играх 1967 года.